# Hubert Reimer
Hubert Reimer (* 23. Februar 1939 in Memel; † 5. April 2015 in Santiago de Chile) war ein deutscher Prähistoriker.

## Leben und Wirken
Hubert Reimer legte 1958 sein Abitur ab und leistete anschließend bis 1960 seinen Militärdienst ab. Von 1960 bis 1964 studierte er an der Karl-Marx-Universität Leipzig (KMUL) und wurde 1964 Diplom-Historiker. Daran schloss sich eine bis 1968 dauernde wissenschaftliche Aspirantur an. Während dieser Zeit führte ihn 1966 ein Forschungsaufenthalt nach Chile. 1968 wurde Reimer Mitarbeiter der Staabsgruppe „Neubau“ an der Leipziger Universität. Die Promotion erfolgte im Januar 1969 zum Thema Die Besiedlung der chilenischen Zentralzone vom 8.-16. Jh. u. Z. Anschließend wurde er Mitarbeiter im Wissenschaftsbereich Urgeschichte und Alte Geschichte der Universität Leipzig. 1982 folgte die Promotion B bei Rigobert Günther zum Thema Die Westgoten. Versuch einer archäologisch-historischen Studie. Seit Februar 1983 lehrte Reimer als außerordentlicher Dozent für Ur- und Frühgeschichte an der KMUL.
Reimer erwarb sich besondere Verdienste um die Original- und Studiensammlung der Universität Leipzig, die er seit 1974 als Sammlungsverantwortlicher und Assistent des prähistorischen Fachbereiches erstmals vollständig inventarisierte. Aufgrund seiner Beziehungen zu Chile, die er nicht zuletzt durch seinen Forschungsaufenthalt erworben hatte, entwickelte sich Reimer zudem zu einem Chile-Experten, er war Mitglied der Gesellschaft für Völkerverständigung, zu deren Gründungsmitgliedern er gehört.

## Belege
1. ↑  Susanne Grunwald: Sammeln in Leipzig – Zur Geschichte der archäologischen Lehrsammlung der Leipziger Professur für Ur- und Frühgeschichte. In: Leipziger online-Beiträge zur Ur- und Frühgeschichtlichen Archäologie. Nr. 26. Leipzig 2007, S. 9–10 (archive.org [PDF]).
2. ↑  http://www.die-linke-in-leipzig.de/mtb/svmbl78-2003.pdf@1@2Vorlage:Toter+Link/www.die-linke-in-leipzig.de+(Seite+nicht+mehr+abrufbar,+festgestellt+im+April+2018.+Suche+in+Webarchiven)
3. ↑  Gfvv - Geschichte. Gesellschaft für Voelkerverstaendigung e. V., archiviert vom Original am 23. Januar 2022; abgerufen am 19. März 2025.

| Personendaten    | Personendaten           |
| ---------------- | ----------------------- |
| NAME             | Reimer, Hubert          |
| KURZBESCHREIBUNG | deutscher Prähistoriker |
| GEBURTSDATUM     | 23. Februar 1939        |
| GEBURTSORT       | Memel                   |
| STERBEDATUM      | 5. April 2015           |
| STERBEORT        | Santiago de Chile       |